# تاکسیدرمی

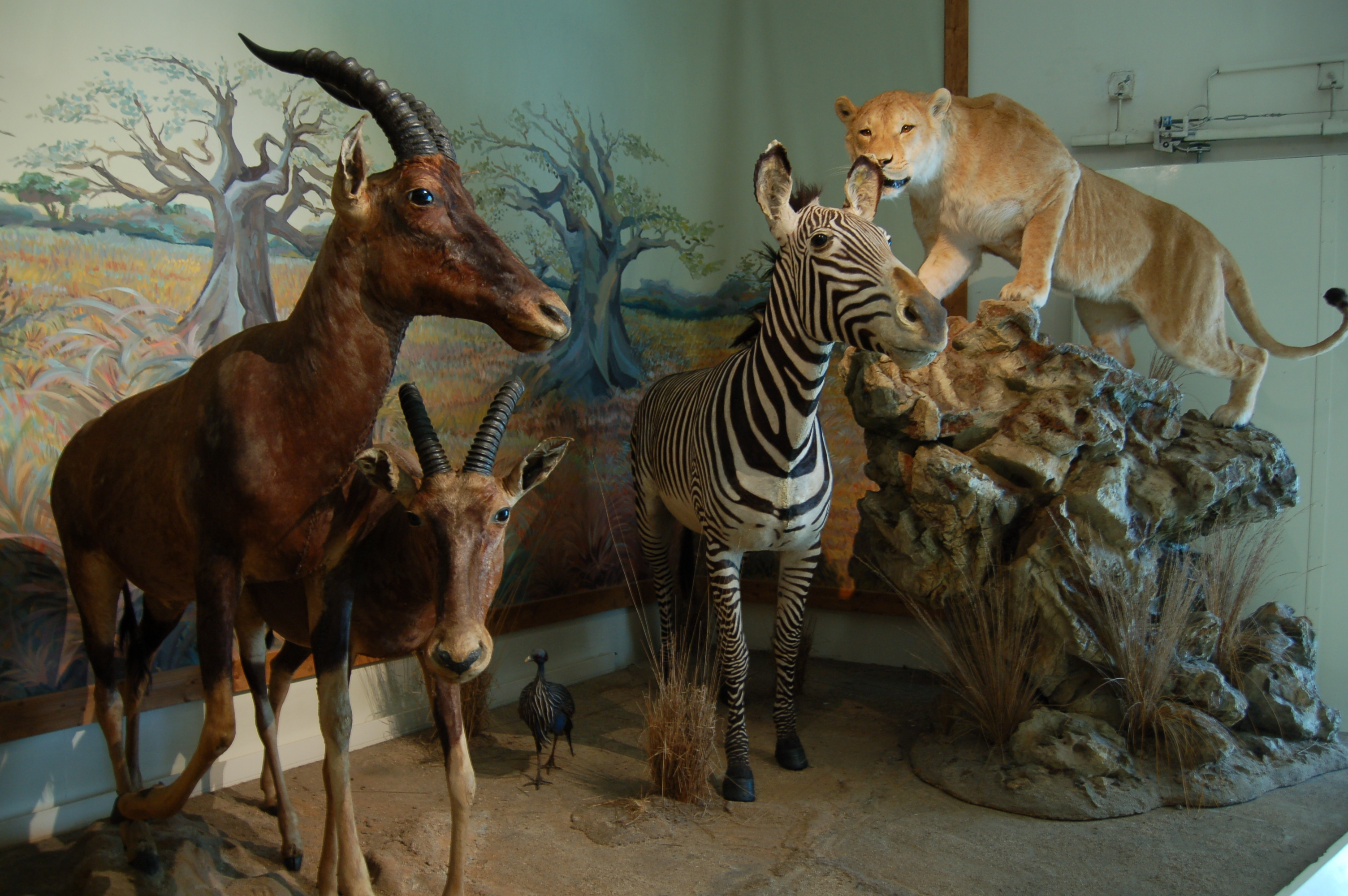
چند جانور تاکسیدرمی‌شده

تاکسیدِرمی یا آکَنده‌سازی فن نگهداری درازمدت پیکر جانوران برای نمایش است. به کسی که کار تاکسیدرمی را انجام می‌دهد «تاکسیدرمیست» می‌گویند.

## نام

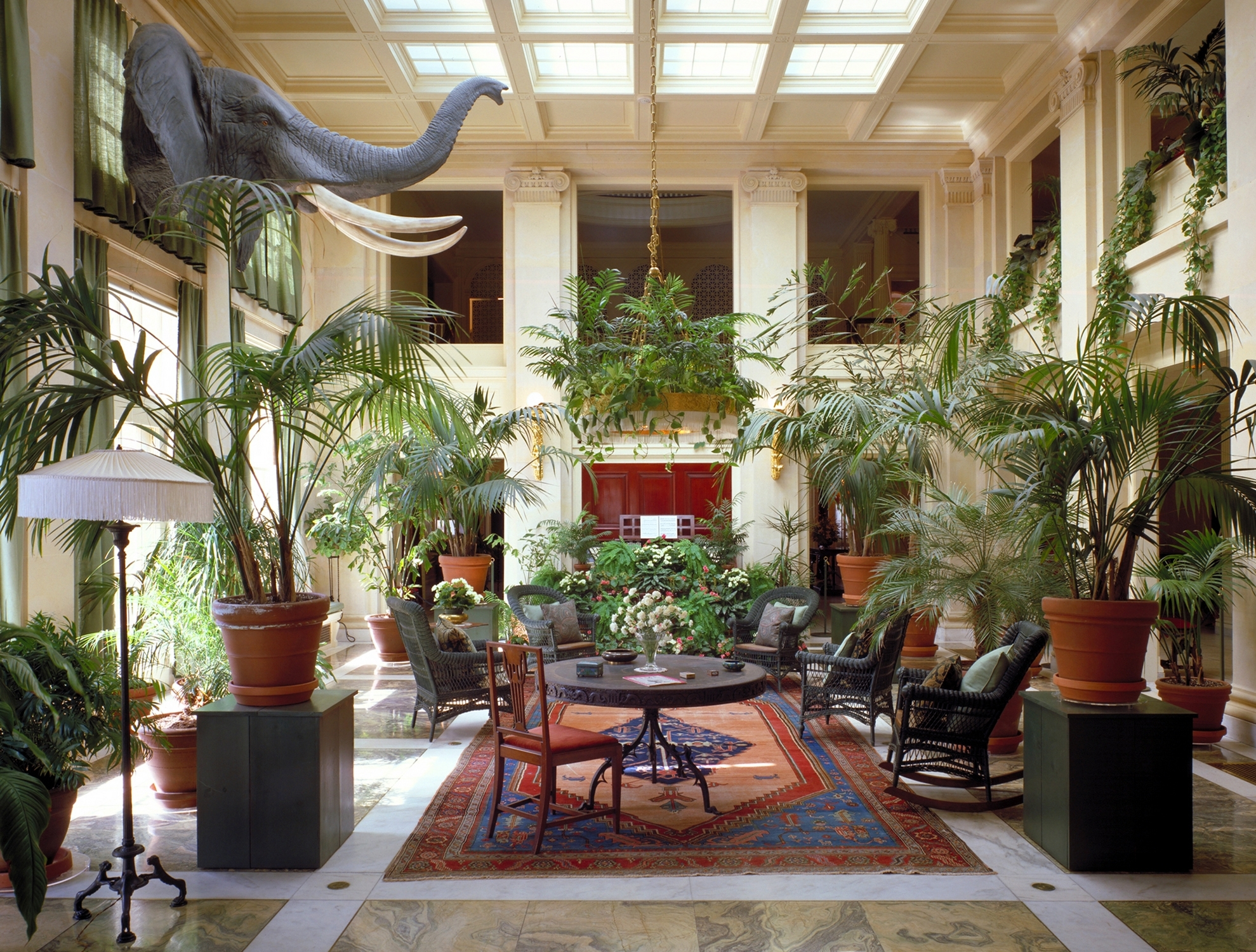
سر فیل تاکسیدرمی‌شده بر دیوار موزه جرج ایستمن

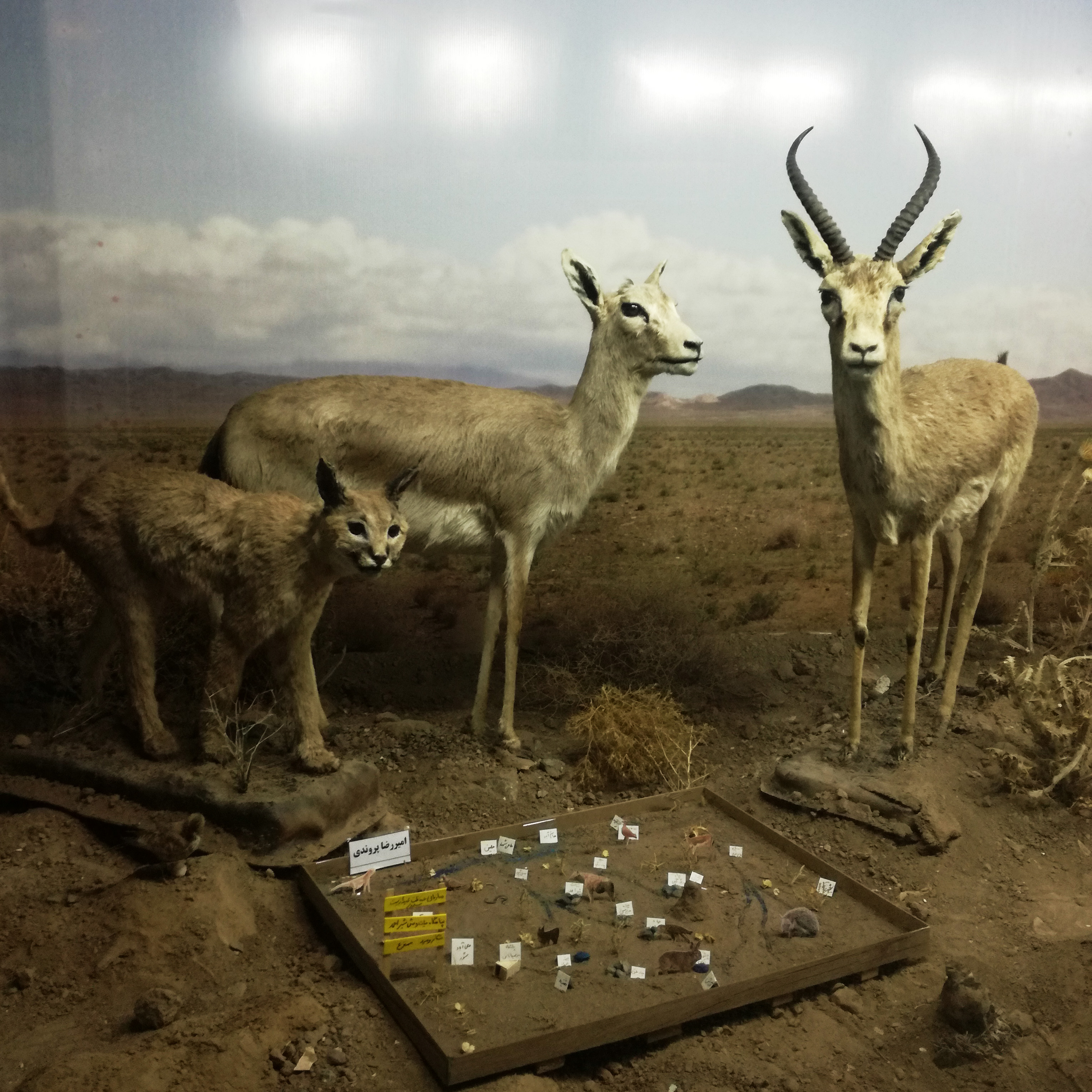
نمونه‌های تاکسیدرمی‌شده در موزه حیات وحش سبزوار

واژه «تاکسیدرمی» ریشه در زبان یونانی باستان دارد و از دو بخش τάξις (تاکسیس، به معنی نظم دادن و آراستن) و δέρμα (درما، به معنی پوست) ساخته شده است و معنی منظم کردن و آراستن پوست (جانور) می‌دهد. در فارسی گاه آن را «آمپایه کردن» (از فرانسه empaillage، به معنی از کاه آکندن) و «خشک کردن (جانور)» هم گفته‌اند.

## روش
در این کار بدن جانوران را تهی می‌کنند و به جای چشم جانوران چشم‌های ساختگی که از پلاستیک فشرده ساخته شده به کار می‌رود. برخی از کارهای مربوط به این فن:
- کار در زمینه گندزدایی، شست‌وشو و سفید کردن جمجمه، اسکلت و شاخ جانور
- دوخت و بازسازی بخش‌های آسیب دیده پوست و آماده‌سازی آن با به‌کارگیری ماده‌های شیمیایی
- گذاشتن پوست بر روی تندیس ساخته شده و آماده نمودن آن برای گام‌های پایانی که آرایش و ریخت دادن است.
- تندیس‌سازی جانوران بنا به ریخت جانور در طبیعت
- چشم گذاشتن و رنگ‌آمیزی جانور
- فرآوری طرح‌های بدن جانوران برای آموزش، راهنمایی تاکسیدرمیست‌ها در بهبود انجام کار
- آماده نمودن ابزارها برای جداکردن اسکلت و جمجمه و شاخ جانوران از لاشه آن‌ها
- جوشاندن، تمیز کردن و چربی‌گیری از استخوان و پوست
- شست‌وشو، آبگیری و خشک نمودن و نیز روغن‌کاری و تراوش پوست جانوران
- وارسی و بازرسی و بازبینی کارهای بالا

اصولاً انجام چنین فرایندی بستگی به نوع جانور دارد که تقریباً میان ۳ تا ۴ یا ۷ روز زمان می‌برد تا این کار انجام شود.

### باور نادرست
خیلی از مردم در این باورند که روش تاکسیدرمی با برق انجام می‌شود که جانور به صورت کامل خشک می‌شود، که چنین روشی در هیچ جا انجام نمی‌شود، چون پس از انجام این کار جانور سوخته و بوی بدی به خود می‌گیرد، که در نتیجه چنین فرایندی پوست کیفیت خود را از دست داده و از میان می‌رود.